# 长官镇 (临泉县)
长官镇，是中华人民共和国安徽省阜阳市临泉县下辖的一个乡镇级行政单位。

## 行政区划
长官镇下辖以下地区：
镇西社区、长东社区、长官社区、蕴华社区、前郭村、曹庄村、桐庄村、花兰村、杨桥口村、袁庄村、柳树沟村、王营村、邢庄村、铁佛村和韩庄村。